# Баранчик Шон: Фермагеддон
«Баранчик Шон: Фермагеддон» (англ. A Shaun the Sheep Movie: Farmageddon) — британська повнометражна анімаційна комедія від студії Aardman Animations, створена за допомогою технології stop-motion. Сиквел фільму «Баранчик Шон». У центрі сюжету — баранчик, на ім'я Шон, герой однойменного мультсеріалу.
Прем'єра фільму у Великій Британії відбулася 18 жовтня 2019 року. В український прокат фільм вийшов 23 січня.

## Сюжет
Міжгалактична пригода найвідомішого баранчика у світі!
Після краху «летючі тарілки» на Землю потрапляє мила і пустотлива інопланетна гостя, на ім'я Лу-Ла. Тут вона знаходить нового друга — Баранчика Шона. Тільки він може допомогти їй врятуватися від мисливців за прибульцями та повернутися додому. Разом їм належить вирушити туди, куди ще не ступало копитце жодного баранчика.

## Виробництво
14 вересня 2015 року компанія StudioCanal анонсувала, що разом зі студією Aardman Animations почала роботу над сиквелом повнометражного мультфільму «Баранчик Шон». 25 жовтня було оголошено робочу назву картини — «Shaun the Sheep Movie 2», а також стало відомо, що виробництво фільму розпочнеться в січні 2017 року і режисером стане Річард Старзак, який зняв першу частину), але в листопаді 2018 року з'явилася інформація про те, що керувати проєктом, крім Старзака, будуть два співробітники Aardman — Річард Фелан і Вілл Бечер через бажання власників компанії зберегти її незалежність.

## Музика
Музику для фільму написав Том Хоу. Головна музична тема називається LAZY (з англ. лінивий), її разом виконали група The Vaccines і Кайлі Міноуг. Саундтрек також містить ремікс пісні «life's a Treat», який виконали втрьох співачка Надя Роуз, Марк Томас (автор музики до серіалу) і Вік Рівз.

## Реліз
«Баранчик Шон: Фермагеддон» вперше вийшов у прокат в Німеччині (26 вересня 2019 року). У Великій Британії він вийшов 18 жовтня. Netflix придбав права на показ фільму в початку 2020 року в США, Канаді та Латинській Америці. В Україні в прокат анімаційна комедія вийде 23 січня 2020 року.

### Маркетинг
У січні 2018 року було оголошено, що тизер фільму можна буде побачити в кінотеатрах перед сеансом картини «Дикі предки» в усьому світі (він розкривав нову назву і сюжет фільму). 7 грудня 2018 року компанія Aardman Animations оголосила у своїх соціальних мережах, що тизер-трейлер, а також дата прокату картини будуть оприлюднені наступного тижня. Тизер-трейлер вийшов 11 грудня 2018 року, а 1 квітня 2019 року — перший офіційний трейлер. 3 липня 2019 року в інтернеті з'явився другий трейлер. Локалізований трейлер фільму опублікували в мережі 27 листопада.

### Збори
Станом на 22 листопада 2019 року фільм «Баранчик Шон: Фермагеддон» заробив 29,8 мільйона доларів. Серед країн з найбільшою сумою виторгу — Велика Британія (8,4 млн доларів), Німеччина (6,1 млн доларів) і Франція (5,4 млн доларів). На цей час «Баранчик Шон: Фермагеддон» — 16-й у списку найкасовіших мультфільмів у світі, знятих за допомогою технології stop-motion.

### Критика
На сайті Rotten Tomatoes у фільму 97 % свіжості, засновані на 33 рецензіях із середньою оцінкою 7,52 / 10. На imdb середній рейтинг фільму — 7,1 / 10.

## Відеогра
У жовтні 2019 року на ігровій консолі Nintendo Switch вийшла ігрова адаптація фільму під назвою «Home Sheep Home: Farmageddon Party Edition».

## Ролі озвучували
- Джастін Флетчер — Шон, Тіммі
- Джон Шпаркс — Фермер, Бітцер
- Амалія Вітале — Лу-ла
- Річард Веббер — Ширлі
- Девід Холт — Маггінс
- Кейт Харбор — Мама Тіммі
- Саймон Грінхолл — Близнюки
- Емма Тейт — Хейзел
- Кріс Морелл — Фермер Джон
- Енді Найман — Натс
- Джо Сагг — Постачальник піци